# Prix Une de Mai
Le Prix Une de Mai est une course hippique de trot attelé se déroulant au mois de décembre sur l'hippodrome de Vincennes.
C'est une course de Groupe II réservée aux pouliches de 2 ans, ayant gagné au moins 3 000 €.
Le Prix Une de Mai se court sur la distance de 2 700 mètres (grande piste), départ volté. L'allocation s'élève à 120 000 €, dont 54 000 € pour le vainqueur. Il se courait sur 2 175 mètres avant 2022.
L'épreuve honore la mémoire d'Une de Mai, jument vedette de la fin des années 1960. L'équivalent pour les poulains est le Prix Emmanuel-Margouty ayant lieu la veille. Tout comme cette course donne aux mâles son premier leader, il s'agit pour la gagnante d'une première « prise de pouvoir » sur sa génération. Destiné aux pouliches les plus précoces, le Prix Une de Mai révèle rarement des chevaux d'avenir. Néanmoins quelques pouliches championnes figurent au palmarès, telles que Qualita Bourbon, troisième du Prix d'Amérique en 2009, Kiss Melody ou Billie de Montfort. 

## Palmarès depuis la création en 1991
| Année | Vainqueur          | Père               | Driver                | Entraîneur            | Réd.km |
| ----- | ------------------ | ------------------ | --------------------- | --------------------- | ------ |
| 2024  | Monica Jisce       | Dollar Macker      | Éric Raffin           | Jocelyn Robert        | 1'15"7 |
| 2023  | Let Me Shine Gio   | Face Time Bourbon  | Matthieu Abrivard     | Sébastien Guarato     | 1'16"  |
| 2022  | Kalamity d'Héripré | Un Mec d'Héripré   | Franck Nivard         | Fabrice Souloy        | 1'13"3 |
| 2021  | Jamaïca Turbo      | Charly du Noyer    | François Lagadeuc     | Fabrice Souloy        | 1'13"3 |
| 2020  | Illusive Artist    | Prodigious         | Jean-Philippe Dubois  | Philippe Moulin       | 1'13"7 |
| 2019  | Havana d'Auvercy   | Royal Dream        | Jean-Michel Bazire    | Jean-Michel Bazire    | 1'13"7 |
| 2018  | Greenpeace         | Memphis du Rib     | Matthieu Abrivard     | Yves Boireau          | 1'14"2 |
| 2017  | Folelli            | Timoko             | Alexandre Abrivard    | Frédéric Prat         | 1'13"7 |
| 2016  | Erminig d'Oliverie | Scipion du Goutier | Franck Nivard         | Franck Leblanc        | 1'13"3 |
| 2015  | Don't Explain      | Prodigious         | Matthieu Abrivard     | Philippe Allaire      | 1'14"9 |
| 2014  | Classica du Ruel   | Scipion du Goutier | Franck Anne           | Franck Anne           | 1'13"7 |
| 2013  | Billie de Montfort | Jasmin de Flore    | Éric Raffin           | Sébastien Guarato     | 1'13"7 |
| 2012  | Anastasia Fella    | Goetmals Wood      | Matthieu Abrivard     | Fabrice Souloy        | 1'13"8 |
| 2011  | Vigogne du Boulay  | Défi d'Aunou       | Erwin Guiblais        | Jean-Michel Baudoin   | 1'15"4 |
| 2010  | Une Lady de Nappes | Love You           | Louis Baudron         | Louis Baudron         | 1'16"4 |
| 2009  | Tolérance          | Insert Gédé        | Matthieu Abrivard     | Thierry Duvaldestin   | 1'15"2 |
| 2008  | Sirène Boréale     | Goetmals Wood      | Jean-Michel Bazire    | Jean-Michel Baudoin   | 1'14"7 |
| 2007  | Return Money       | Corot              | Thierry Duvaldestin   | Thierry Duvaldestin   | 1'16"6 |
| 2006  | Qualita Bourbon    | Love You           | Jean-Pierre Dubois    | Jean-Pierre Dubois    | 1'16"9 |
| 2005  | Prétence           | Kaisy Dream        | Jean-Pierre Dubois    | Jean-Pierre Dubois    | 1'15"3 |
| 2004  | Orelady            | And Arifant        | Jean-Pierre Dubois    | Jean-Pierre Dubois    | 1'15"7 |
| 2003  | Nina Madrik        | In Love With You   | Jean-Michel Bazire    | Fabrice Souloy        | 1'16"9 |
| 2002  | Miska des Rondes   | Extreme Aunou      | Jean-Michel Bazire    | Fabrice Souloy        | 1'15"9 |
| 2001  | Léda d'Occagnes    | Cygnus d'Odyssée   | Dominik Locqueneux    | Pierre-Désiré Allaire | 1'18"2 |
| 2000  | Kiss Melody        | Extreme Dream      | Dominik Locqueneux    | Pierre-Désiré Allaire | 1'16"4 |
| 1999  | Java de Billeron   | Urf du Vast        | Pierre Blanc          | Pierre Clairy         | 1'16"3 |
| 1998  | Irina Scardrie     | Corot              | Thierry Duvaldestin   | Thierry Duvaldestin   | 1'19"8 |
| 1997  | Hialca Speed       | Big Prestige       | Franck Furet          | Pascal-André Geslin   | 1'18"5 |
| 1996  | Garda              | Sancho Pança       | Joël Hallais          | Joël Hallais          | 1'19"4 |
| 1995  | Fleur du Rib       | Sancho Pança       | Joël Hallais          | Joël Hallais          | 1'20"2 |
| 1994  | Étoile du Ganep    | Radjah de Talonay  | Philippe Verva        | Philippe Verva        | 1'18"  |
| 1993  | Do Wind            | Quoucky Williams   | Jean-Étienne Dubois   | Jean-Étienne Dubois   | 1'20"2 |
| 1992  | Corrida de Retz    | Képi Vert          | Michel-Marcel Gougeon | Richard-W. Denéchère  | 1'19"  |
| 1991  | Belga d'Avignère   | Hêtre Vert         | Marion Hue            | Marion Hue            | 1'21"7 |

## Sources
Pour les conditions de course et les dernières années du palmarès : site de la SETF